# Manuel María Lombardini

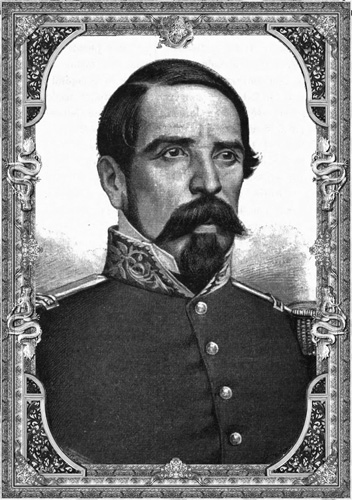

Manuel Apolinario José María Ignacio Lombardini de la Torre (Mexico-Stad, 23 juli 1802 - aldaar, 22 december 1853) was een Mexicaans militair. Van 8 februari 1853 tot 20 april 1853 was hij interim-president van Mexico.
Hij behoorde tot de clientèle van Antonio López de Santa Anna. Tijdens de Amerikaans-Mexicaanse Oorlog raakte hij gewond bij de Slag bij Angostura. In 1853 sloot hij zich aan bij de opstandelingen tegen Mariano Arista nadat deze verjaagd was werd hij door zijn soldaten tot president uitgeroepen. Korte tijd later droeg hij die functie over aan Santa Anna.
- Biblioteca Nacional de España: XX5367527
- International Standard Name Identifier: 0000 0000 5005 0082
- Library of Congress Control Number: nr94008638
- Virtual International Authority File: 73734587
- WorldCat: E39PBJwmR88CKM3HqtHmpqwHmd